# دانیو گالاکسی
دانیو گالاکسی (Danio margaritatus)، که بعضاً در تجارت آکواریوم به عنوان رازبورای گالاکسی یا  میکرو رازبورای کهکشانی نیز شناخته میشود،  عضو کوچکی از کپورماهیان بومی میانمار و شمال تایلند  (در حوضه سالوین ) است. این گونه نادر تاکنون فقط در یک منطقه بسیار کوچک در نزدیکی هوپونگ در شرق دریاچه اینله، در ارتفاع بیش از 1000 متر پیدا شده است. زیستگاه آن بخشی از حوضه رود سالوین ، یعنی رودخانه های Nam Lang و Nam Pawn است. این گونه در سال 2006 کشف و عرضه شد. اندازه کوچک و رنگ های روشن آن باعث گردید که به سرعت در تجارت آکواریوم به یک ماهی محبوب و موفق تبدیل شود. 

## شرح
این گونه یک دانیونین کوچک و تپل با پوزه‌ای کاملاً صاف است که اندازه آن 2 تا 2.5 سانتی متر است و ندرتاً می توانند به 3 سانتیمتر برسند. طول بدن تقریباً سه برابر ارتفاع بدن است. در حالت کلی، بیش از هر گونه شناخته شده دیگری شبیه دانیو زمردی است.

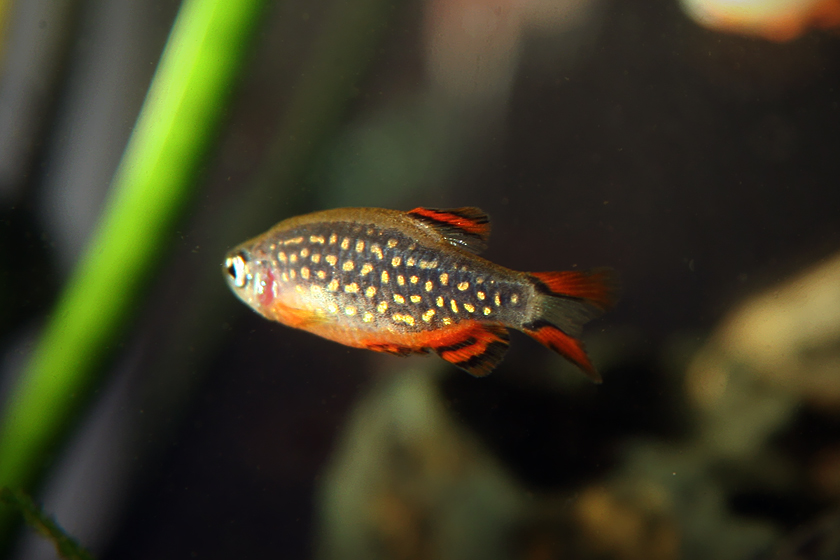
جنس نر
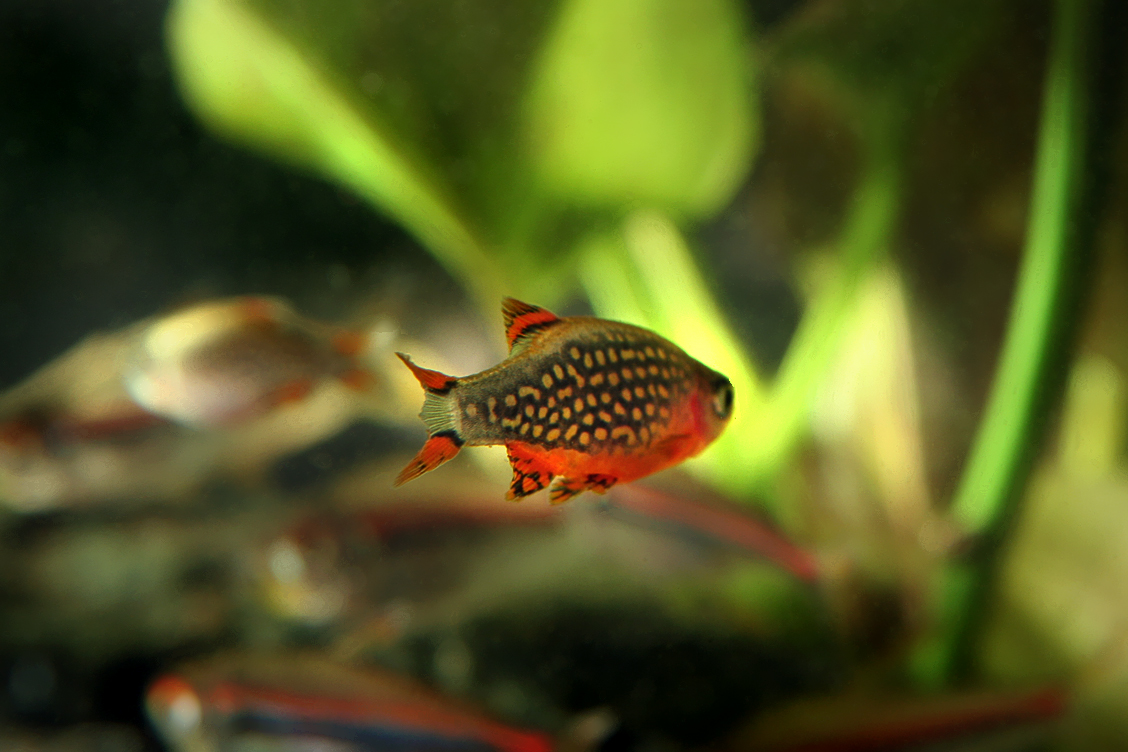
نر جوان
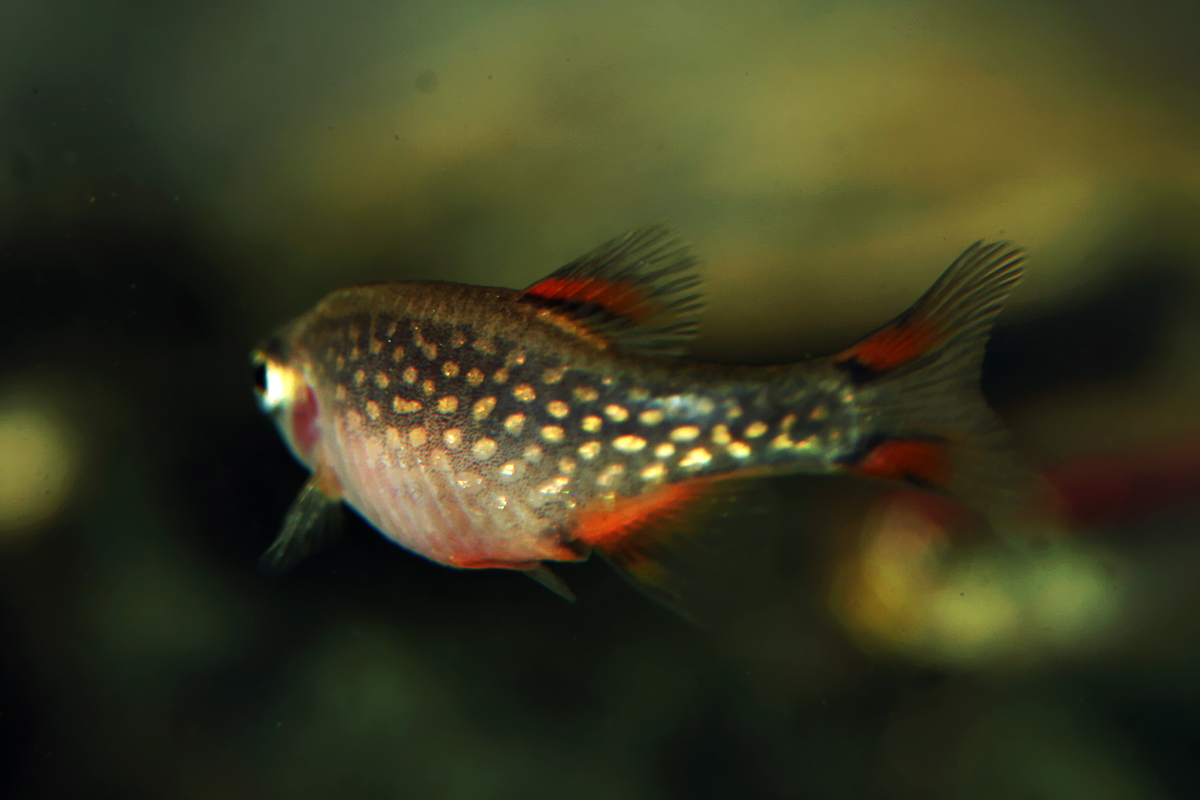
جنس ماده

## اکولوژی
این ماهی در حوضچه های کوچکی زندگی می کند که از جوشش آب های زیرزمینی یا سرریز جویبارها و چشمه های کوچک ایجاد می شود. دمای آب در ماه ژانویه نسبتاً پایین (22-24 درجه سانتی گراد) است، اما با توجه به این که زیستگاه بسیار کم عمق است، در طول دوره های گرم به سرعت گرم می شود، بنابراین احتمالاً میتواند دمای بالای 26 درجه سانتی گراد را هم تحمل کند. مانند بسیاری از آب های موجود در زهکشی اینله، آب کمی قلیایی است. این زیستگاه دارای پوشش گیاهی انبوه پوشیده از گیاهان خانواده تخت قورباغه‌ایان شبیه به علف های آبی است.  

## مراجع
1. ↑  Vishwanath, W. (2012). "Danio margaritatus". IUCN Red List of Threatened Species. IUCN. 2012: e.T168409A1186232. doi:10.2305/IUCN.UK.2012-1.RLTS.T168409A1186232.en. Retrieved 20 November 2021.
2. ↑  Clarke 2007b.
3. ↑  "Celestichthys margaritatus – Celestial Pearl "Danio" (Danio margaritatus)". seriouslyfish.com. Retrieved 2023-12-21.
4. ↑  Clarke 2006.
5. ↑  Roberts, Tyson R. (February 2007). "The "celectial pearl danio", a new genus and species of colourful minute Cyprinid fish from Myanmar (Pisces: Cypriniformes)" (PDF). The Raffles Bulletin of Zoology. 55 (1): 131–140.
6. ↑  Clarke 2007a.

- Froese, Rainer, and Daniel Pauly, eds. (2016). "Danio margaritatus" in FishBase. April 2016 version.
- Clarke, Matt (September 9, 2006). "The next big thing: Microrasbora sp. Galaxy". Pract. Fishkeeping. Archived from the original on 2015-02-17. Retrieved August 12, 2012.
- Clarke, Matt (February 5, 2007). "Galaxy rasbora under threat". Pract. Fishkeeping. Archived from the original on 2015-02-17. Retrieved August 12, 2012.
- Clarke, Matt (February 28, 2007). "Galaxy rasbora placed in new genus". Pract. Fishkeeping. Archived from the original on 2015-02-17. Retrieved August 12, 2012.
- Clarke, Matt (June 5, 2007). "New populations of Celestichthys discovered". Pract. Fishkeeping. Archived from the original on 2015-02-17. Retrieved August 12, 2012.
- Mayden, Richard L.; Tang, Kevin L.; Conway, Kevin W.; Freyhof, Jörg; Chamberlain, Sarah; Haskins, Miranda; Schneider, Leah; Sudkamp, Mitchell; Wood Robert, M. (2007). "Phylogenetic relationships of Danio within the order Cypriniformes: a framework for comparative and evolutionary studies of a model species". Journal of Experimental Zoology Part B: Molecular and Developmental Evolution. 308B (5): 1–13. Bibcode:2007JEZB..308..642M. doi:10.1002/jez.b.21175. PMID 17554749.
- Roberts, Tyson R (2007). "The "Celestial pearl danio", a new genus and species of colourful minute cyprinid fish from Myanmar (Pisces: Cypriniformes)" (PDF). Raffles Bulletin of Zoology. 55 (1): 131–140.
- Hellweg, Mike (July 2007). "The Celestial Pearl Danio: A Cautionary Tale". Tropical Fish Magazine. Retrieved 2012-08-12.
- "Home Sweet Home: History and Habitat of the Celestial Pearl Danio". celestialpearldanio.com. Archived from the original on 2012-09-11. Retrieved August 12, 2012.

## لینک های خارجی
- دانیو مارگاریتاتوس
- Danio margaritatus در دایره المعارف ویکی آکواریوم